# Roumazières-Loubert
Roumazières-Loubert era una comuna francesa que estaba situada en el departamento de Charente, de la región de Nueva Aquitania que el 1 de enero de 2019 pasó a formar parte de la comuna nueva de Terres-de-Haute-Charente como comuna delegada.

## Historia
Fue creada en 1970 con la unión de las comunas de Chantrezac, Loubert-Madieu y Roumazières.

## Demografía
| Gráfica de evolución demográfica de Roumazières-Loubert entre 1975 y 2016 |
|                                                                           |

Los datos demográficos contemplados en este gráfico de la comuna de Roumazières-Loubert se han cogido de 1975 a 1999 de la página francesa EHESS/Cassini, y los demás datos de la página del INSEE.

## Monumentos y lugares de interés

### Castillo de Peyras
El castillo de Peyras ha sido reformado muchas veces. Conserva un ala y una esquina de una torre del siglo XV. La sala del castillo fue reconstruida en el siglo XVI. 

### Castillo de Chambes
El castillo de Chambes fue reconstruido y reformado en el siglo XVI. Su fachada está flanqueada por dos torres. El techado piramidal del pabellón central es más reciente. El castillo mantiene del siglo XIII dos pequeñas torres de entrada de la antigua muralla.

### Iglesia St Jean-Baptiste de Loubert
Se construyó en el siglo XI. Su campanario actual data de 1852.

### Capilla Notre Dame de Laplaud
Es un pequeño santuario de los siglos XI y XII.